# Rudolf Donnerhack
Rudolf Donnerhack (* 16. Juli 1903 in Plauen; † 23. Oktober 1980 ebenda) war ein deutscher Maler, Heimatforscher und Museumsdirektor.

## Leben
Rudolf Donnerhack wurde 1903 zu Plauen im Vogtland (Königreich Sachsen) geboren. Nach dem Besuch der Bürgerschule (Volksschule) ging er an die Staatliche Kunst- und Fachschule für Textilindustrie. Wegen Mittellosigkeit musste der Halbwaise an die Städtische Gewerbeschule Plauen wechseln, wo er 1922 seinen Gesellenbrief als Maler und Lackierer erwarb. Die nächsten beiden Jahre war er auf der Walz (Wanderschaft) durch Süddeutschland, Österreich, Ungarn, Rumänien und die Tschechoslowakei; zuletzt auf einer Zeche in Niederschlesien. 1923 wanderte er nach Südamerika aus; in Argentinien, Chile und Paraguay war er als Dekorationsmaler und Raumgestalter tätig. Ende 1926 kehrte er nach Deutschland zurück, wo er nicht nur als Kunst- und Dekorationsmaler arbeitete, sondern sich auch im Aquarellieren ausbildete. 1931 hatte er bereits seine erste Personalausstellung, vorwiegend mit Landschaftsmotiven. 1937 wurde er als Fachlehrer an die Malklasse der Städtischen Gewerbeschule berufen, 1938 legte er die Meisterprüfung im Malerhandwerk ab. 1940 erfolgte seine Einberufung zum Heeresdienst. Bis zum Kriegsende war er Frontsoldat der Luftnachrichtentruppe. Nach der Entlassung aus amerikanischer Gefangenschaft verdiente Rudolf Donnerhack sein Brot wieder als Kunst- und Dekorationsmaler in seiner Heimatstadt Plauen. Er engagierte sich im Kulturbund zur demokratischen Erneuerung Deutschlands, war Vorsitzender des Arbeitskreises Plauen im Verband Bildender Künstler und Mitbegründer des Klubs der Intelligenz. 1951 wurde ihm die Leitung des Vogtländischen Kreismuseums in Plauen übertragen, das er nahezu zwanzig Jahre lang führte. Nach seinem Eintritt in den Ruhestand (1970) konnte er sich wieder der Aquarellmalerei widmen. Sein Tod (1980) war den „Offiziellen der Stadt Plauen keinerlei Würdigung, sondern lediglich eine kurze Pressenotiz wert“, schrieb 2003 sein langjähriger Mitarbeiter Horst Fröhlich im Vorwort des Kataloges (Rudolf Donnerhack, 1903–1980: Maler, Heimatforscher, Museumsdirektor) zu einer Sonderausstellung im heutigen Vogtlandmuseum Plauen. Zu seinem 75. Geburtstag 1978 erschien allerdings in den Sächsischen Heimatblättern eine Würdigung seiner Verdienste u. a. auch als Stadtverordneter und Bezirkstagsabgeordneter für den Kulturbund der DDR.

## Schriften
- 9 vogtländische Wanderwege, [1951]
- Kreismuseum Plauen, Plauen, 1952
- Der vogtländische Bauernaufstand 1525, Plauen, 1953
- (mit Kurt Arnold Findeisen): Hermann Vogel, Plauen, 1954
- Das vogtländische Kreismuseum, Plauen, 1955
- Vogtland, altes Durchgangsland zwischen Nord und Süd, in: Natur und Heimat, Leipzig, Urania-Verlag, 1957, S. 323–328
- Aufruhr, Not, Krieg im Vogtland 1790-1815, Plauen, 1958
- Aus der Novemberrevolution 1918 in Plauen, Plauen, 1958
- Drei Monate. Vorgeschichte und Verlauf des Kapp-Putsches in Plauen, Plauen, 1961
- Kleines Vogtland-Lexikon, Karl-Marx-Stadt 1966
- Unser Plauen, Plauen 1967
- Unser Plauen, Plauen 1969
- Vogtland, 2., überarb. Aufl., Leipzig 1971

## Ehrungen
- Johannes-R.-Becher-Medaille in Silber, 1962
- Kulturpreis des Rates des Bezirkes Karl-Marx-Stadt, 1964